# Ольгинское сельское поселение (Ростовская область)
О́льгинское сельское поселение — муниципальное образование в Аксайском районе Ростовской области.
Административный центр поселения — станица Ольгинская.

## География
Ольгинское сельское поселение расположено в пригородной зоне города Ростова-на-Дону, в 14 км от него и в 10 км от города Аксая.
С севера Ольгинское сельское поселение граничит с землями города Аксая и Большелогского поселения, с востока граничит с землями Старочеркасского и Верхнеподпольненского поселения, с юга — с землями Истоминского поселения и с запада — с землями города Ростова-на-Дону и Ленинского поселения.
Поселение славится своими прудами и озёрами.

## История
С 1809 по 1819 год первая станица по пути Задонского почтового тракта называлась Новомахинской, с начала 1820 года она называется Махинской. А в 1846 году во имя великой Российской Ольги станица Махинской была переименована в станицу Ольгинскую.
В Новомахинскую станицу переселилось около 60 семей казаков из донских станиц и семьи малороссиян, поступивших в казачье сословие. Казаки и малороссияне согласно древнему войсковому обычаю тянули жребий, и те, кому доставалась такая доля, вынуждены были переселяться на Задонский тракт. 18 августа 1817 года Платов ходатайствовал о переселении в новые станицы еще трехсот семей казаков, на что и последовало высочайшее соизволение от 10 сентября того же года. В 1820 году в Махинской станице было 109 деревянных домов, в которых проживало 964 человека.
Со временем усиливалось внимание к Задонскому тракту. Для лучшего отправления почтовой гоньбы, подводной повинности, сопровождения арестантов, содержания ночлегов 23 декабря 1824 года последовало «Высочайшее повеление о переселении в задонские станицы малороссиян, обращенных в казачье сословие».
В 1810 году здесь была построена Успенская деревянная церковь, освящена она была в 1811 году. Колокольня при ней устроена в 1812 году на четырех столбах. Первоначально как церковь, так и колокольня были покрыты лубом, а с 1821 года при церкви была построена рубленая колокольня. Колокольня и церковь были покрыты железом и окрашены.
В Успенской церкви хранился серебряный, позолоченный, с финифтяными изображениями напрестольный крест. На его оборотной стороне была надпись: «Подан графом Матвеем Ивановичем Платовым 1 октября 1817 года».
В начале XX века в Ольгинской был сооружен каменный трехпрестольный храм, освященный в 1902 году.

## Экономика
В настоящее время на территории поселения работает одно сельскохозяйственное предприятие ООО «Солнечное». Предприятие специализируются на производстве тепличных овощей. С 2006 года оно занимается выращиванием рассады однолетних цветущих растений, которые применяются для украшения декоративных клумб и газонов Ростова-на-Дону, Аксая, Новочеркасска. Предприятие имеет развитую инфраструктуру био- и агрохимлабораторию, котельную на газе мощностью 60 Гкал/ч, тракторную бригаду, автопарк.
Сельскохозяйственным организациям принадлежат земельные угодья площадью 68,5 га, на них посевные площади занимают 8,6 га.
С 1963 года здесь функционирует МБУЗ Ольгинская участковая больница, при которой в 1999 году открылся сестринский уход. В хуторе Нижнеподпольный работает фельдшерско-акушерский пункт.
С 1998 году в станице Ольгинской работает центр социальной помощи семье и детям. Здесь есть сельские библиотеки: одна в станице Ольгинской, другая в хуторе Нижнеподпольный, МБУК ОСП «Ольгинский СДК» и его филиал в хуторе Нижнеподпольный.

## Административное устройство
В состав Ольгинского сельского поселения входят:
- станица Ольгинская,
- хутор Махин,
- хутор Нижнеподпольный.

## Население
| 2010  | 2012  | 2013  | 2014  | 2015  | 2016  | 2017  |
| ----- | ----- | ----- | ----- | ----- | ----- | ----- |
| 6403  | ↗6412 | ↘6409 | ↗6453 | ↗6572 | ↗6720 | ↗6842 |
| 2018  | 2019  | 2020  | 2021  |       |       |       |
| ↗6917 | ↗7069 | ↗7232 | ↗7353 |       |       |       |